# Biblioteca di Costantinopoli
La Biblioteca Imperiale di Costantinopoli, o semplicemente la Biblioteca di Costantinopoli, sita nella capitale dell'Impero Bizantino, fu l'ultima delle grandi biblioteche del mondo antico. Molto dopo la distruzione della Grande Biblioteca di Alessandria e delle altre antiche biblioteche, questa sola biblioteca salvaguardò la conoscenza degli antichi greci e romani conservandola per quasi 1000 anni, finché fu quasi tutta distrutta durante la Quarta crociata nel 1204. Fu fondata da Costanzo II  (regnavit 337-361 d.C.), che vi stabilì uno "Scriptorium" in modo che le opere sopravvissute della letteratura greca potessero esser copiate e quindi conservate. L'imperatore Valente assunse nel 372 quattro calligrafi greci e tre latini.

## Storia

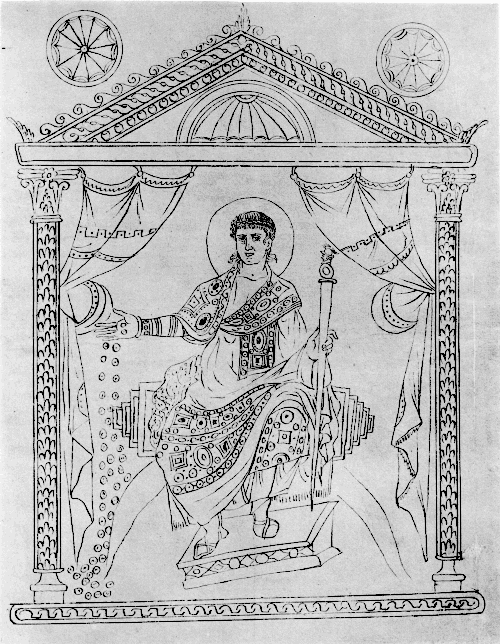
Costanzo II raffigurato nel Cronografo del 354.

La maggior parte dei testi e della letteratura della Grecia antica era stata scritta su papiro e quando il materiale che costituiva il testo cominciò a deteriorarsi, sorse un movimento che intendeva trasferire i testi su pergamena. Intorno al IV secolo, Costantino il Grande iniziò tale movimento e fece trasferire i testi (in particolare le Sacre Scritture), da papiro a pergamena. Il successore al trono di Costantino, Costanzo II continuò questo movimento. Fu per merito suo che venne creata la prima biblioteca imperiale di Costantinopoli, per alloggiare tutte le nuove copie. Si pensa che la biblioteca contenesse circa 100.000 volumi di testi antichi. Il movimento fu guidato da un certo Themistios, che comandava un gruppo di calligrafi e bibliotecari.

### Agatone
Agatone fu prima lettore e poi bibliotecario a Costantinopoli: nel 680 d.C., durante il suo lettorato svolgeva funzioni di notaio e di cronista presso il VI Concilio Generale, che condannò l'eresia monotelista. Inviò copie degli atti, scritti da lui stesso, ai cinque Patriarcati. Nel 712 scrisse un breve trattato, ancora disponibile in greco, sui tentativi di Filippico Bardane di far rivivere il Monotelismo.

## Contenuti della biblioteca
Coloro che lavoravano per trasferire i testi dei papiri antichi sulla pergamena, dedicarono gran parte del loro tempo e attenzione alla scelta accurata dei testi che avevano la precedenza come più importanti. Le opere più antiche, come quelle di Omero o la storia ellenistica ebbero la precedenza sui testi latini.
Inoltre, certe opere non molto conosciute vennero trascurate, specialmente quelle del periodo attico, mentre i testi di greci famosi come  Sofocle ed altri simili autori, le cui opere si concentravano sulla grammatica e sul contenuto testuale, vennero preferite a scapito di autori poco noti o contemporanei. A causa di questa forma di conservazione selettiva, molte opere che Themistios conosceva e che cita (come la triade dei filosofi stoici), sono andate perdute. Alcuni frammenti di questi testi perduti, sono stati rinvenuti ad Ercolano.
Per quei testi su papiro che non erano traducibili, il gruppo tentò di preservarli dal decadimento ricoprendoli con pergamene.

## Distruzione della biblioteca
Col passare dei secoli, vari incendi nella Biblioteca di Costantinopoli distrussero gran parte della collezione ivi alloggiata. La biblioteca brucio' nell'anno 473 e circa 120.000 volumi andarono in fumo. Tuttavia, gli sforzi di Themistios e Constanzo non furono invano, dato che alcune opere furono salvate e ricopiate e diffuse tramite altri testi. Di conseguenza, la moderna conoscenza della letteratura greca classica è oggi maggiore grazie al loro impegno.
Nel 1204, la biblioteca divenne centro di attenzione dei cavalieri della Quarta crociata, che la distrussero con tutti i suoi contenuti (alcuni libri vennero anche venduti). La parte della biblioteca che fu risparmiata, in seguito venne assorbita dalla biblioteca del Sultano ottomano, dopo che le forze musulmane di Maometto II, Sultano dei turchi ottomani, catturarono Costantinopoli alla fine dell'assedio del 1453.